# Dmitrij Jatčenko
Dmitrij Ivanovič Jatčenko (in russo Дмитрий Иванович Ятченко?; Mosca, 25 agosto 1986) è un ex calciatore russo, di ruolo difensore. Fratello gemello di Yevgeni Jatčenko, ex calciatore.

## Carriera

### Club
Ha giocato nella prima divisione russa ed in quella kazaka.

### Nazionale
Ha giocato nella nazionale russa Under-21.